# Ярославский государственный театральный институт
Ярославский государственный театральный институт имени Фирса Шишигина — высшее театральное учебное заведение в Ярославле, основанное в 1962 году как Ярославское театральное училище, с 1980 года носит статус института.
Институт готовит специалистов по актерскому искусству — «Артист драматического театра и кино», «Артист театра кукол»; режиссуре театра — «Режиссер драмы» и по направлению «Театроведение» (бакалавриат).

## История
В 1930-е годы в Ярославле был организован театральный техникум. В 1945 году появляется студия при Академическом театре имени Ф. Г. Волкова. В 1962 году по инициативе главного режиссёра Театра имени Ф. Г. Волкова Фирса Ефимовича Шишигина, народного артиста СССР, Лауреата государственных премий СССР и РСФСР, создано Ярославское театральное училище. В 1980 году театральное училище получило статус высшего учебного заведения, став Ярославским государственным театральным институтом. C 2022 года институт носит имя основателя и художественного руководителя Ярославской театральной школы Фирса Шишигина.
Фирс Ефимович Шишигин, нашедший в театральной педагогике свое второе призвание и заложивший основы методических позиций Ярославской театральной школы, стал ключевой фигурой в истории ЯГТИ. Театральное училище, переросшее позднее в театральный институт, по праву можно считать его детищем. Училище было создано в 1962 году; в первый же год до экзаменов было допущено 309 человек, а на первый курс поступило всего 25 учащихся. Художественным руководителем училища бессменно был Шишигин. Руководителями первых двух групп были артисты Волковского театра С. Тихонов и В. Солопов. Многие артисты Театра имени Ф.Г. Волкова совмещали свою работу с преподаванием в училище.
Долгие годы кафедрой мастерства актера руководил народный артист СССР Сергей Константинович Тихонов. 18 лет институт возглавлял ректор, профессор, заслуженный деятель искусств Российской Федерации, доктор искусствоведения Станислав Сергеевич Клитин. По его инициативе ЯГТИ начал обучение актерских групп на базе театров, тем самым внося существенный вклад в решение кадровой проблемы в провинциальных театрах России. У истоков ярославского театрального вуза стоял и Вячеслав Сергеевич Шалимов, профессор, кандидат искусствоведения. Он был в числе первых иногородних педагогов, принявших предложение С. С. Клитина работать в Ярославле, в 1997 году принял  от него и ректорскую эстафету.
В ЯГТИ сформирована и успешно реализуется программа целевой подготовки актеров для театров российской провинции, в том числе для театров малых городов России (Архангельск, Рязань, Тула, Ульяновск, Севастополь, Кызыл, Дмитровград, Старый Оскол, Котлас, Сергиев Посад, Новошахтинск, Шахты, Рыбинск, Северск и другие города).
За сорок лет работы ЯГТИ подготовил около трех тысяч актеров, режиссеров, художников театра и театроведов, из них сотни получили почетные звания народных и заслуженных артистов России. В числе ярких выпускников Ярославской театральной школы В.В. Гвоздицкий, В.А. Толоконников, А.М. Кузнецова, А.В. Самохина, Е.Ж. Марчелли, С.И. Яшин, Ю. Цурило, С.Ф. Железкин, В.Ю. Кириллов, В.Е. Гусев,  И. Гринева, А. Маркуцкис, А.Р. Робак, Р. Курцын, В. Маслова и другие.
Студенты ЯГТИ участники и Лауреаты различных Международных и Всероссийских театральных фестивалей.
С 2000 года ЯГТИ проводит Фестиваль дипломных спектаклей театральных школ России, традиции которого продолжает Молодежный фестиваль «Будущее театральной России», являющийся совместным проектом института и Российского государственного академического театра драмы имени Ф. Г. Волкова. Фестиваль «Будущее театральной России» проводится в Ярославле — на родине русского профессионального театра — с 2009 года. Учредителями фестиваля являются Российский государственный академический театр имени Фёдора Волкова и Ярославский государственный театральный институт имени Фирса Шишигина. Фестиваль проходит при поддержке Министерства культуры Российской Федерации и Правительства Ярославской области ежегодно — в апреле-мае..

## Преподавательский состав
Всего преподавателей — 37 человек.
- Доктора наук — 2 человека
- Кандидаты наук — 10 человек
- Профессора — 7 человек
- Доценты — 13 человек.

## Образовательные программы
- Актёрское искусство (очная, заочная формы):

- артист драматического театра и кино
- артист театра кукол 
- Театроведение (заочная форма)
- Режиссер драмы (заочная форма)

## Сотрудники института

### Ректоры
- Татьяна Ерохина (с 2023)
- Сергей Куценко (2006 - 2023)
- Вячеслав Шалимов (1997—2006)
- Станислав Клитин (1979—1997)

### Преподаватели
(С указанием периода):
- Виталий Базин (1995—2007) — актёр, народный артист РФ
- Маргарита Ваняшова (1980-2020) — завкафедрой литературы и искусствознания; в 1980—1989 годах — первый проректор по учебной и научной работе
- Глеб Дроздов (1983—1988) — театральный режиссёр, народный артист РСФСР; преподавал актёрское мастерство.
- Елена Пасхина (1984—1987) — скульптор, заслуженный художник РФ; преподавала скульптуру.
- Владимир Солопов (1962—2015) — актёр, народный артист РСФСР.
- Сергей Тихонов (1962—1992) — актёр, народный артист СССР, зав. кафедрой актерского мастерства.
- Фирс Шишигин (1962—1985) — Народный артист СССР.